# Ytter-Sörvattensjön
Ytter-Sörvattensjön är en sjö i Härjedalens kommun i Härjedalen och ingår i Dalälvens huvudavrinningsområde. Sjön har en area på 0,958 kvadratkilometer och ligger 727,9 meter över havet. Ytter-Sörvattensjön ligger i Kölån (Österdalälven) Natura 2000-område. Sjön avvattnas av vattendraget Fjätan (Kölån).

## Delavrinningsområde
Ytter-Sörvattensjön ingår i det delavrinningsområde (689674-135043) som SMHI kallar för Utloppet av Ytter-Sörvattensjön. Medelhöjden är 749 meter över havet och ytan är 5,78 kvadratkilometer. Räknas de 16 avrinningsområdena uppströms in blir den ackumulerade arean 131,67 kvadratkilometer. Fjätan (Kölån) som avvattnar avrinningsområdet har biflödesordning 2, vilket innebär att vattnet flödar genom totalt 2 vattendrag innan det når havet efter 501 kilometer. Avrinningsområdet består mestadels av skog (52 procent) och sankmarker (28 procent). Avrinningsområdet har 0,96 kvadratkilometer vattenytor vilket ger det en sjöprocent på 16,5 procent.